# 石塘镇 (铅山县)
石塘镇，是中华人民共和国江西省上饶市铅山县下辖的一个乡镇级行政单位。2019年被评为中国文化百强镇。

## 行政区划
石塘镇下辖以下地区：
石塘街社区、石塘村、港背村、尤田村、十都村、十一都村、丁马山村和彭村。

## 中国历史文化名镇
石塘镇为中国历史文化名镇。